# 不當得利
不當得利是民法中債法上的重要概念，意指無法律上的原因受有利益，致使他人受有損害，而負有利益返還責任之情形。為民法的請求權基礎之一。

## 历史

### 罗马法
在民法体系中，不当得利的历史基础可以追溯到罗马法著作《民法大全》。不当得利的概念不存于古典罗马法中，但罗马的法律编纂者最终根据古典罗马时期的两种诉因，condictio 以及 actio de in rem verso，阐明了不当得利原则。
Condictio 授权原告追回被告手中的物或金钱。被告被视为借款人，并被要求归还该物或金钱。而在 actio de in rem verso 中，原告则要求被告归还财产。该类财产必须为因被告的仆人之行为，而脱离原告的资产，并进入被告的资产。
随后，在《查士丁尼法典》中则正式提出了不当得利的概念。不当得利来自于罗马实用主义的公平考虑，并基于希腊哲学的道德原则。

## 中華民國的規定

### 學說爭執
不當得利之類型，是否可以完全以民法第179條所涵攝，為學說上爭執之重點，因而有統一說與非統一說之爭。最大的區別在於統一說並不承認有無權處分型不當得利，因此類型完全無法為民法第179條所涵攝，而非統一說則肯認之。

### 類型
不當得利的型態，若依「統一說」的觀點，並不需要區分其類型；然依「非統一說」的觀點，主要可分成兩種：給付型不當得利和非給付型不當得利。或可再從非給付型不當得利中劃分出「無權處分型不當得利」為第三種類型。
給付型不當得利，指基於給付行為而發生的不當得利；例如原本基於買賣契約應給予他人物品，之後契約失效，該給付之法律上原因不再存在的情形。
非給付型不當得利，指並非基於給付行為而產生的情形；例如某人將他人所有之油漆取來漆在自家的牆壁上，該油漆之利益亦屬不當得利，惟其並非因給付行為而來，又可分為侵害型、求償型以及支出費用型三個子類型。
而無權處分型不當得利，則係因為處分人無處分權，但受讓人因受占有之保護而取得所有權之情形。非給付型不當得利，因類型各異，故構成要件亦不甚相同。

### 成立要件
依統一說，不當得利的要件，並不需要區分其類型，其構成要件亦相同。其構成要件計有：
1. 無法律上原因
2. 受有利益
3. 致使他人受到損害
4. 受益和受損間有「因果關係（或稱為損益變動關係）」，又有「直接因果關係說（或稱直接損益變動說）」與「間接因果關係（或稱為間接損益變動說）」兩種學說之爭執。又，此處所謂之因果關係，並非傳統意義上之「因果關係」。

依非統一說，則依不當得利之類型不同，構成要件上亦有區別：
1. 給付型不當得利之構成要件
  1. 不當得利人受有利益
  2. 雙方間具有「給付關係」
  3. 無法律上之原因
2. 非給付型-侵害型不當得利之構成要件
  1. 非屬給付型不當得利
  2. 不當得利人受有利益
  3. 其受利益係因該得利人「侵害」原屬於（不當得利）請求權人之權利所致
  4. 不當得利請求權人積極地支出費用或消極地損失利益
  5. 無法律上之原因
3. 非給付型-求償型不當得利之要件
  1. 不當得利人受有財產上之利益
  2. 非屬給付型不當得利
  3. 其（不當得利人）受利益係因不當得利請求權人清償其（不當得利人之）債務所致
  4. 不當得利請求權人支出費用
  5. 其受利益無法律上之原因
4. 非給付型-支出費用型不當得利之要件
  1. 不當得利人受有財產上之利益
  2. 非給付型不當得利
  3. 其（不當得利人之）受利益係因不當得利請求權人支出費用，加諸於其所屬之財產上
  4. 不當得利請求權人支出費用
  5. 其受利益無法律上之原因
5. 無權處分-有償型之要件
  1. 請求權人為權利之擁有人（如所有權人、抵押權人、質權人）
  2. 債務人為無權處分人：非該權利之所有人或有權處分者
  3. 無權處分人有處分之行為：處分行為：使權利直接發生減少或喪失之法律行為（如轉讓、設定負擔等）
  4. 該處分行為對權利人發生效力（如基於善意受讓而使第三人取得所有權）
  5. 該處分行為為有償
  6. 效果：由無權處分人負返還利益
6. 無權處分-無償型不當得利之要件
  1. 請求權人為權利之擁有人（如所有權人、抵押權人、質權人）
  2. 債務人為因無權處分而獲有利益之人
  3. 無權處分人有處分之行為：該處分行為對權利人發生效力（如基於善意受讓而使第三人取得所有權）
  4. 該處分行為為無償
  5. 效果：類推民法第183條之規定，由無償取得人負返還利益之責任

### 法律效果
在不當得利的情形，利益受損害者得向獲益者請求利益返還。

## 參閲
- 契約
- 無因管理
- 侵權行為

## 外部連結
- Israeli Unjust Enrichment Law （页面存档备份，存于）